# Grupo Chapada Diamantina

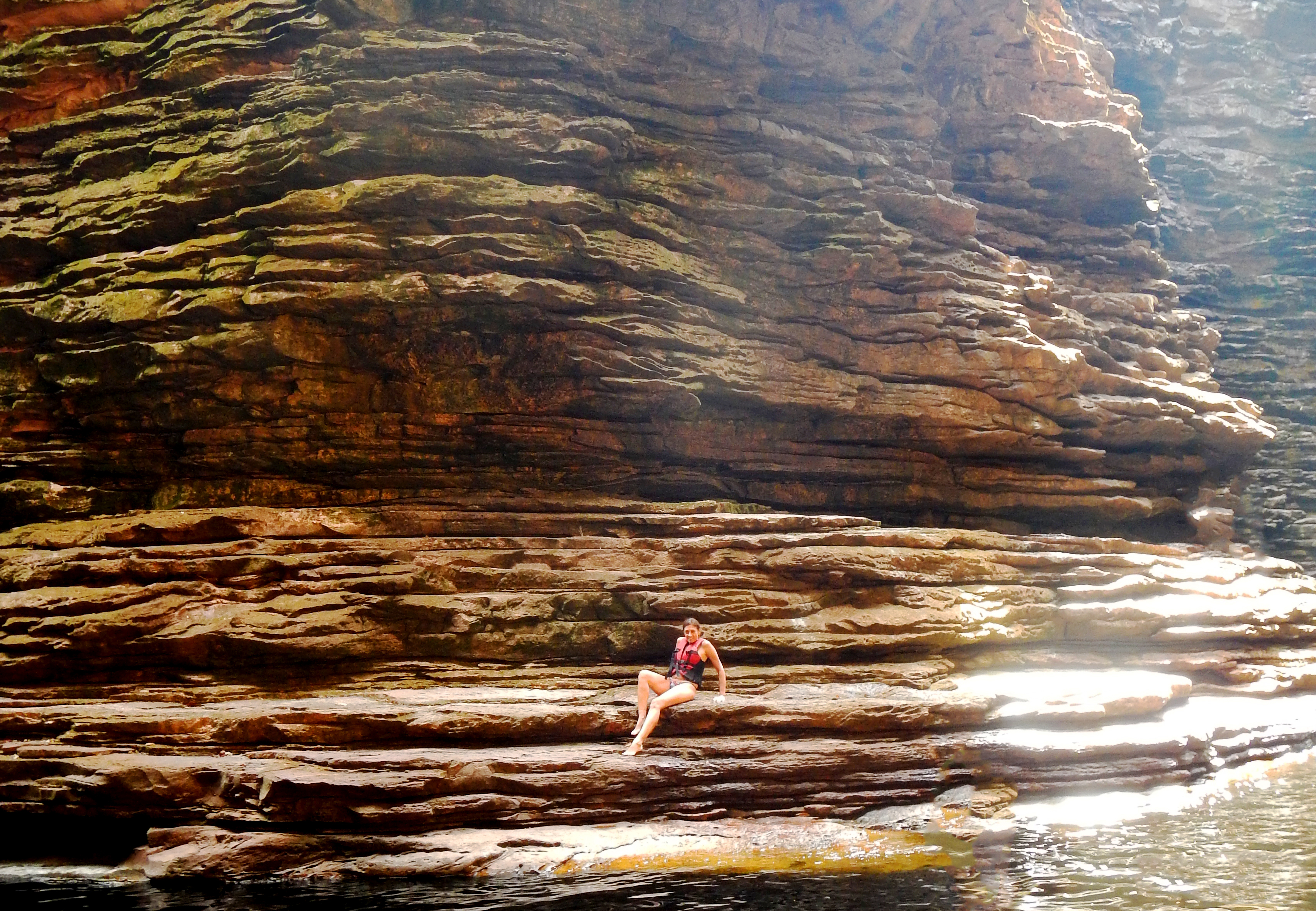
Estratos em camadas, na Chapada Diamantina.

O Grupo Chapada Diamantina, datado dos períodos meso a neoproterozoico, constitui um dos grupos geológicos que, junto com os grupos Rio dos Remédios e Paraguaçu, forma a unidade morfológica conhecida como Chapada Diamantina, na região central do estado brasileiro da Bahia.

## Estratigrafia
Dividido em três formações, é o grupo que apresenta maior extensão em área no aulacógeno. 
Na base, a Formação Tombador consiste em um pacote sedimentar de aproximadamente 400 metros de espessura, composto por arenitos fluviais e marinhos rasos bem selecionados e de granulometria bimodal, compostos por quartzo e feldspatos. Ocorrem também lentes de conglomerados diamantíferos suportados pelos seixos ou pela matriz e com seixos pequenos, podendo apresentar estratificação grosseira. Os arenitos gradam ascendentemente para os pelitos de ambiente marinho raso que ocorrem associados a lentes de carbonato da Formação Caboclo. A norte de Mucugê, ocorre o Membro Lavras, sendo formado por uma alternância entre arenitos e conglomerados, com seixos de arenitos rosa e quartzitos brancos e verdes . Os zircões detríticos indicam uma idade de deposição máxima de 1450 Ma. A Formação Tombador aflora principalmente na região das serras do Sincorá e do Bastião. 
Em contato normal com a Formação Tombador, a Formação Caboclo é composta principalmente por arenitos e pelitos, com conglomerados associados. Os arenitos são de coloração avermelhada, apresentando granulometria fina a média e bem selecionados. Os conglomerados contêm clastos centimétricos e podem apresentar estratificação cruzada tabular. Já os pelitos, ocorrem associados às outras litologias na forma de camadas laminadas, apresentando continuidade lateral. Os carbonatos dessa unidade ocorrem próximos à base da formação, consistindo em calcários silicificados com estruturas laminadas. Já no topo da formação, ocorre um biostroma com estromatólitos colunares. Babinski (1993) estipula uma idade de 1140 ± 140 Ma para os carbonados no topo da unidade, por meio do método Pb-Pb. A Formação Caboclo aflora como uma faixa dentro do sinclinal de Boninal, contornando o anticlinal de Seabra e o sinclinal de Irecê.  
Por fim, separada das unidades inferiores por uma inconformidade, a Formação Morro do Chapéu é composta por conglomerados apresentando estratificação cruzada acanalada e um pacote de 300 metros de arenitos fluviais e pelitos, intercalados com depósitos eólicos. Os conglomerados dessa formação são polimíticos, com matriz mal selecionada e variando de fina a grossa. Os clastos podem ser de quartzo, sílex, quartzito e arenito, todos subangulares. Os arenitos apresentam coloração rosada a avermelhada, de granulometria fina a média, podendo conter alguma matriz argilosa. Podem ser encontradas estratificações plano-paralelas, cruzadas e acanaladas, além de marcas de ondas. Já no topo, ocorrem pelitos associados aos arenitos. Segundo Guimarães et al. (2012), a deposição do Grupo Chapada Diamantina ocorreu em um momento de máxima distribuição espacial da bacia, tendo ocorrido como um movimento de resposta a um grande evento de flacidez. Além do Morro do Chapéu, essa formação também ocorre na região da serra de Martim Afonso. 

## Contexto Geotectônico
O Grupo Chapada Diamantina compreende a maior parte da serra homônima no Estado da Bahia e esse domínio morfológico, juntamente com a Serra do Espinhaço, correspondem a última estrutura orogênica formada no Cráton São Francisco.
As rochas do Grupo Chapada Diamantina pertencem ao Supergrupo Espinhaço, o qual foi formado por um processo de separação crustal (riftes) que se iniciou durante o paleoproterozóico com cerca de 1.7 Ga  e prosseguiu até o neoproterozóico. No Estado da Bahia, o Supergrupo Espinhaço evoluiu sob um rifte intracratônico abortado (aulacógeno)  e esse rifte é conhecido como Aulacógeno Paramirim.
O desenvolvimento geotectônico do Grupo Chapada Diamantina é expresso por um sistema de superposição de aulacógenos e posterior interferência deformacional do ciclo brasiliano por meio do movimento convergente de fechamento da então margem passiva da borda leste do Cráton São Francisco. A deposição do referido Grupo ocorreu durante a fase principal de rifteamento no paleoproterozóico, com a deposição das Formações Tombador e Caboclo (ca. 1,2 Ga). Durante o período Toniano, cerca de 900 Ma, no mesoproterozóico, desenvolveu-se uma segunda fase rifte que se desenvolveu depositando as rochas do Grupo Santo Onofre, as quais são correlatas às rochas do Grupo Macaúbas, unidade importante da estratigrafia do orógeno Araçuaí. Essa fase caracteriza a superposição de sistemas de riftes que embasa a maior parte da unidade morfológica Serra da Chapada Diamantina. 
O processo deformacional das rochas da região está relacionado ao desenvolvimento tectônico do Grupo Macaúbas, que é caracterizado por ser um ambiente de oceano semelhante ao atual mar vermelho. No mesoproterozóico ele começou seu processo de fechamento e durante o ciclo Brasiliano, ca. 650 Ma no neoproterozóico, dando origem à Faixa Araçuaí. Durante esse processo tectônico, as rochas do aulacógeno Paramirim sofreram o processo de inversão.

## Estrutural
O Grupo Chapada Diamantina está englobado na estrutural da Chapada Diamantina.  
Na borda oriental da Chapada Diamantina, há predominância de dobramentos com eixos N-S de oeste para leste. Algumas das principais feições são o anticlinal do Morro do Pai Inácio, com eixo prolongado para o norte. Essas dobras são descritas como abertas, simétricas e suaves, com os eixos inclinados para o norte e camadas horizontais com mergulho suave, indicando baixa deformação.
O anticlinal do Pai Inácio tem seu desenvolvimento paralelo ao anticlinal de Seabra. O Pai Inácio forma a serra do Sincorá, caracterizada pela exposição da Formação Guiné. Os eixos das dobras na serra do Sincorá são descritos como ondulados, seguindo uma orientação leste-oeste. Na região meridional, que se estende desde Abaíra até Mundo Novo, ocorre a exposição do embasamento rochoso e da Formação Guiné. Na porção setentrional, englobando a região de Boninal a oeste e o Vale do Capão a leste, também são encontrados afloramentos da Formação Guiné.
Já na borda ocidental, ocorrem dobras concêntricas assimétricas, abertas ou fechadas, com eixo para NNW (noroeste-norte). Também é mencionada a presença de uma foliação subvertical com plano axial e uma lineação de intersecção paralela ao eixo das dobras. Algumas das principais dobras nessa região são o sinclinal do Paramirim, o anticlinal do Rio de Contas, o sinclinal de Piatã, o sinclinal de Boninal, que consiste em um sinclinório formado por duas serras paralelas que estendem por 90km na direção NNW-SSE, onde o flanco ocidental é redobrado na região de Sonhém e o oriental parcialmente invertido a SE de Boninal, o anticlinal de Seabra, entende-se na direção NNW-SSE a 180km, seus flancos indicam um dobra normal, parcialmente truncada ,e o anticlinal de Mucugê.
Além do mais, na porção ocidental, são encontradas falhas de empurrão com transporte tectônico para leste e sudeste. Essas falhas possuem alto ângulo e mergulho para WSW (oeste-sudoeste), e se desenvolvem simultaneamente ou tardiamente em relação aos dobramentos principais. As zonas de cisalhamento também são assimétricas e indicam um transporte geral de WNW (oeste-noroeste) para ESE (leste-sudeste).

## Metamorfismo
De uma forma geral, o metamorfismo sofrido pelas rochas dispostas nesse grupo é de muito baixo grau (fácies pumpelita actinolita) a baixo grau (fácies xisto verde), ou até mesmo chega a ser inexistente. A deformação no norte da Chapada Diamantina ocorreu devido a colisão entre a margem norte do Cráton São Francisco e o maciço Pernambuco-Alagoas. Já a deformação do sul da Chapada Diamantina é proveniente do surgimento do orógeno Araçuaí e a inversão e reativação do aulacógeno Paramirim.
Segundo Souza (2017), o início da diagênese da Formação Tombador ocorre por meio da infiltração e compactação mecânica de argilas, fazendo com que a porosidade primária seja reduzida. Em seguida, com o soterramento, há a adição da pressão litostática, o que resulta em uma compactação química. Isso origina a porosidade secundária (intragranular). 
O processo diagenético começa então a intensificar a transformação de K-feldspatos em argilominerais, como caulinita e ilita, além de aumentar a cimentação. Há ainda a formação de pirofilita, proveniente da caulinita/dickita, o que indica condições de anquimetamorfismo, de acordo com os Índices de Kubler. Com isso, estima-se que as condições do soterramento não excederam os 300ºC e ocorreram a aproximadamente 12km de profundidade.
A Formação Morro do Chapéu teve a diagênese influenciada pelo meio deposicional e pela paleobatimetria. Os arenitos dessa formação, devido à alta maturidade mineralógica e a cimentação prévia de quartzo, não foram submetidos a uma compactação mecânica intensa. Há uma primeira cimentação por quartzo, responsável por reduzir a porosidade primária, seguida por uma segunda cimentação por hematita, em condições oxidantes iniciais de soterramento. Por fim, há a presença de argilominerais autigênicos, e fases diagenéticas tardias, identificadas como a cimentação por óxidos de titânio, pirita e turmalina.

## Recursos Minerais
A exploração mineral na Chapada Diamantina tem origem ainda no Brasil colônia, quando foram descobertos depósitos aluvionares de ouro e diamante, principalmente no vale do Rio de Contas. O auge da exploração ocorreu por volta de 1820, quando a região chegou a ser a maior produtora de diamantes do mundo, sendo o diamante do tipo carbonado o mais explorado. O diamante ocorre nos conglomerados das Formações Tombador e Morro do Chapéu. Nos dias atuais, o ferro é explorado a partir de depósitos hidrotermais de hematita, principalmente nos municípios de municípios de Piatã, Abaíra e Jussiape.  